# Сід Корман
Сід Корман (англ. Sidney "Cid" Corman; 29 червня 1924, Роксбарі, Массачусетс, США — 12 березня 2004, Кіото, Японія) — американський поет, перекладач, тривалий час проживав у Японії.

## Біографія
Навчався в університетах Тафтса, Мічиганському та Північної Кароліни (США).
Заснував літературний журнал «Ориджін» (англ. «Origin»), який редагував понад 50 років. У цьому виданні були надруковані твори найкращих американських поетів XX століття.
Сід Корман — автор 70 томів поезії, 4 книг есе, багатьох перекладів з французьких та японських поетів, значної кількості неопублікованих поезій.
За визнанням критики поезія Сіда Кормана — кришталевий згусток мудрості. Вона лаконічна й точна. Лорін Нідекер: «Корман — поет тиші. Короткі вірші на великі теми: Чудо, Задоволення, Ґрунтовність».
Сід Корман добре розумів неоціненні можливості радіо для поширення поезії. 1948 — він заснував першу американську поетичну радіопрограму в Бостоні.
З 1958 року жив в Японії (Кіото).